# Gängsnitt

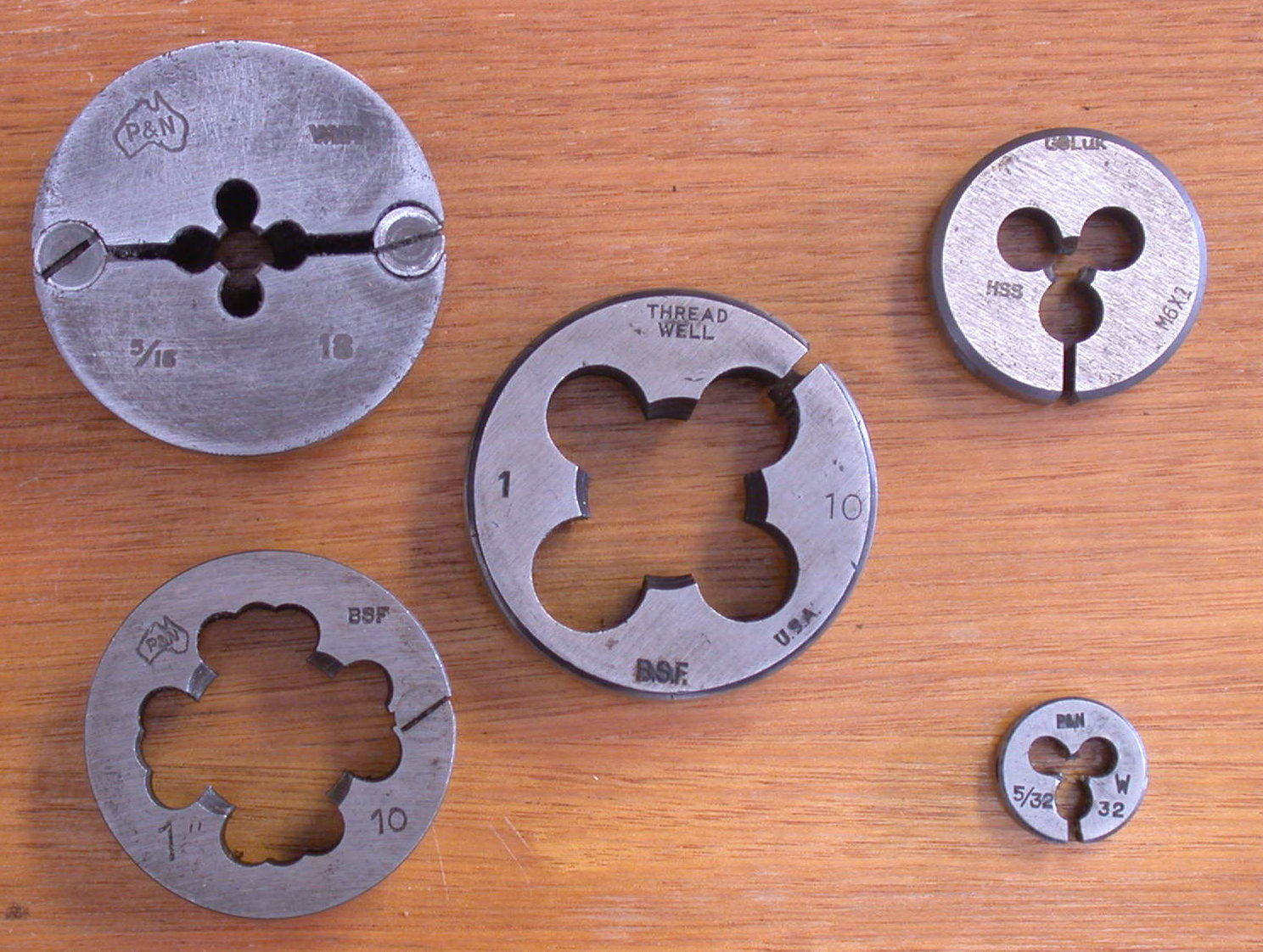
Fem gängsnitt

Ett gängsnitt är ett skärande verktyg oftast tillverkat av snabbstål (HSS) som används till att skära utvändiga gängor på till exempel axlar, rör och skruvar.  Gängsnitt är i Sverige standardiserade i SS-ISO 2568, en svensk version av den internationella standarden.  Gängsnittet kan även användas till att rensa gängor; en särskild sorts snitt, gängmuttern, är explicit avsett för detta, men ett vanligt snitt fungerar också. Gängsnitt är vanliga inom verkstads- och tillverkningsindustrin. Snitten finns i många olika typer och dimensioner och har antingen metrisk gänga (M) eller tumgänga (till exempel Whitworth-, UNC-, UNF- och rörgänga). Skall gängan skäras manuellt placeras gängsnittet i ett svängjärn. För invändiga gängor används en gängtapp.